# Holyoke (Massachusetts)
Holyoke és una població dels Estats Units a l'estat de Massachusetts. Segons el cens del 2005 estimate tenia 39.958 habitants.

## Demografia
Segons el cens del 2000, Holyoke tenia 39.838 habitants, 14.967 habitatges, i 9.474 famílies. La densitat de població era de 722,5 habitants/km².
Dels 14.967 habitatges en un 33,3% hi vivien nens de menys de 18 anys, en un 36,5% hi vivien parelles casades, en un 22,1% dones solteres, i en un 36,7% no eren unitats familiars. En el 30,9% dels habitatges hi vivien persones soles el 13,5% de les quals corresponia a persones de 65 anys o més que vivien soles. El nombre mitjà de persones vivint en cada habitatge era de 2,57 i el nombre mitjà de persones que vivien en cada família era de 3,23.
Per edats la població es repartia de la següent manera: un 29,5% tenia menys de 18 anys, un 9% entre 18 i 24, un 26,8% entre 25 i 44, un 19,2% de 45 a 60 i un 15,6% 65 anys o més.
L'edat mediana era de 34 anys. Per cada 100 dones de 18 o més anys hi havia 81,3 homes.
La renda mediana per habitatge era de 30.441 $ i la renda mediana per família de 36.130$. Els homes tenien una renda mediana de 34.849 $ mentre que les dones 26.652$. La renda per capita de la població era de 15.913$. Entorn del 22,6% de les famílies i el 26,4% de la població estaven per davall del llindar de pobresa.

## Poblacions més properes
El següent diagrama mostra les poblacions més properes.